# Santo Domingo, Guerrero
Santo Domingo är en ort i Mexiko.   Den ligger i kommunen San Marcos och delstaten Guerrero, i den södra delen av landet, 300 km söder om huvudstaden Mexico City. Santo Domingo ligger 26 meter över havet och antalet invånare är 120.
Terrängen runt Santo Domingo är platt. Havet är nära Santo Domingo söderut.  Närmaste större samhälle är San Marcos, 11,5 km norr om Santo Domingo. 